# Efecto Bohr

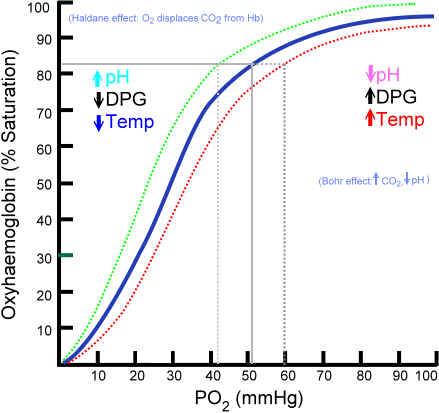
Curva de disociación de la hemoglobina. La línea roja punteada corresponde al desplazamiento hacia la derecha causado por el efecto Bohr.

El efecto Bohr es una propiedad de la hemoglobina descrita por primera vez en 1904 por el fisiólogo danés Christian Bohr (padre del físico Niels Bohr), que establece que a un pH menor (más ácido, más hidrogeniones), la hemoglobina se unirá al oxígeno con menos afinidad. Puesto que el dióxido de carbono está directamente relacionado con la concentración de hidrogeniones (iones H), liberados en la disociación del H2CO3 a iones HCO3- + iones H+ que conduce finalmente a una disminución de la afinidad por el oxígeno de la hemoglobina.

## Acoplamiento del hidrón y del oxígeno
En la desoxihemoglobina (hemoglobina reducida), la N-terminal de los grupos amino de las subunidades α y el C-terminal de la histidina de la subunidad β participan en las interacciones iónicas. La formación de pares iónicos hace que aumente la acidez. 
Así, la desoxihemoglobina une un hidrón por cada dos O2 liberados.
En la oxihemoglobina, estos pares iónicos están ausentes y, por lo tanto, disminuye la acidez. Consecuentemente, un hidrón se libera por cada dos O2 unidos. 
En concreto, este acoplamiento recíproco de los protones y el oxígeno es el efecto Bohr.

## Papel fisiológico
Este efecto facilita el transporte de oxígeno cuando este gas se une a la hemoglobina  en los pulmones, para posteriormente liberarlo en los tejidos, especialmente en aquellos que más lo necesitan. Cuando aumenta la tasa metabólica de los tejidos, su producción de dióxido de carbono aumenta. El dióxido de carbono forma bicarbonato mediante la siguiente reacción: 
CO2 + H2O {\displaystyle \rightleftharpoons } H2CO3 {\displaystyle \rightleftharpoons } H+ + HCO3-
Aunque la reacción suele ser lenta, las enzimas de la familia de la anhidrasa carbónica en los glóbulos rojos aceleran la formación de bicarbonato y protones. Esto hace que el pH de los tejidos disminuya, y por eso, aumenta la disociación del oxígeno de la hemoglobina en los tejidos, permitiendo que los tejidos obtengan oxígeno suficiente para satisfacer sus necesidades. 
Por otro lado, en los pulmones, donde la concentración de oxígeno es alta, la unión del oxígeno provoca la liberación de protones de la hemoglobina, que se combinan con bicarbonato y se elimina el dióxido de carbono en la respiración. Dado que estas dos reacciones se compensan, hay pocos cambios en el pH de la sangre. 
La curva de disociación se desplaza hacia la derecha cuando aumenta el dióxido de carbono o la concentración de iones de hidrógeno. Este mecanismo permite que el cuerpo se adapte al problema de suministrar más oxígeno a los tejidos que más lo necesitan. Cuando los músculos están sometidos a una actividad intensa, generan dióxido de carbono y ácido láctico como consecuencia de la respiración celular y de la fermentación de ácido láctico. De hecho, los músculos generan ácido láctico tan rápidamente que el pH de la sangre que pasa a través de los músculos se reduce alrededor de 7,2. Dado que el ácido láctico libera su protones, disminuye el pH, lo que hace que la hemoglobina libere aproximadamente un 10% más de oxígeno.

## Carbamatos
El dióxido de carbono regula la unión de O2 a la hemoglobina mediante combinación reversible con los grupos aminos de la N-terminal de las proteínas de la sangre para formar carbamatos: 
R-NH2 + CO2{\displaystyle \rightleftharpoons }R-NH-COO- + H+
La desoxihemoglobina se une al CO2 más fácilmente que la oxihemoglobina para formar carbamatos (carbaminohemoglobina). Cuando la concentración de CO2 es alta (como en los capilares), los protones liberados por la formación de carbamato promueven la liberación de oxígeno. Aunque la diferencia de CO2 vinculante entre la oxihemoglobina y la desoxihemoglobina sólo representa el 5% del CO2 total de la sangre, es responsable de la mitad del CO2 transportado por ésta. Esto es debido porque el 10% del CO2 total de la sangre se pierde a través de los pulmones en cada ciclo circulatorio.

## Efectos de la cooperatividad
El efecto Bohr depende de las interacciones cooperativas entre los grupos hemo tetrámero de la hemoglobina. Esto se evidencia por el hecho de que la mioglobina, un monómero sin cooperatividad, no muestra el efecto Bohr. Mutantes de la hemoglobina con cooperatividad más débil pueden mostrar un efecto Bohr reducido. 
En la hemoglobina Hiroshima, variante de la hemoglobina, la cooperatividad de la hemoglobina es reducida, y el efecto Bohr también. Durante los períodos de ejercicio, la hemoglobina mutante tiene una mayor afinidad por el oxígeno y los tejidos pueden sufrir falta de oxígeno.